# Santa Digna, 36
L'edifici que havia ocupat el carrer de Santa Digna, 36 era una obra del municipi de Vilafranca del Penedès (Alt Penedès) inclosa en l'Inventari del Patrimoni Arquitectònic de Catalunya que va ser enderrocada. La casa estava situada en la zona d'eixample a banda i banda de la carretera d'Igualada a Sitges, C-244. La data de construcció sembla que havia estat la de 1882, d'acord amb la inscripció en ferro que es troba a la tarja d'escala de la porta lateral.

## Descripció
Era un edifici entre mitgeres, de planta baixa, pis i golfes. La coberta era de teula àrab a dues vessants. Hi havia un balcó corregut i ulls de bou a la part superior. La porta d'accés era d'arc de mig punt. El seu valor és tipològic.